# Rangkorona
A rangkorona az uralkodók alatti arisztokrácia rangjának heraldikai bemutatásán használt jelkép (sisakkorona).
Ide tartoznak:
- hercegi korona (helyenként és időnként lehet tényleges koronája is)
- őrgrófi korona – márki korona
- grófi korona
- algrófi korona
- bárói korona
- nemesi korona

## Brit rangkoronák

Herceg vagy hercegnő – az uralkodó fia vagy lánya
Herceg vagy hercegnő – a trónörökös gyermeke
Herceg vagy hercegnő – az uralkodó további fiúgyermekeinek gyermeke
Az uralkodó lányainak gyermeke
Herceg vagy hercegnő
Márki
Gróf
Vikomt
Báró vagy a Parlament Lordja a skót nemességben
Címerkirály
Lojalista katonai rangkorona (Kanada)
Lojalista civil rangkorona (Kanada)

## Spanyol rangkoronák

A trónörökösi rangkorona
A trónörökösi rangkorona Aragóniai verzió
Infáns vagy Infánsnő (királyi herceg vagy hercegnő)
Infáns vagy Infánsnő (királyi herceg vagy hercegnő) Aragóniai verzió
Grand
Herceg
Márki
Gróf
Vikomt
Báró
Señor (Főúr)
Címerkirály

## Portugál rangkoronák

Portugália királyi koronája
Trónörökös herceg
Infáns és infánsnő (Királyi herceg és hercegnő)
Herceg
Márki
Gróf
Vikomt
Báró